# British Waterways

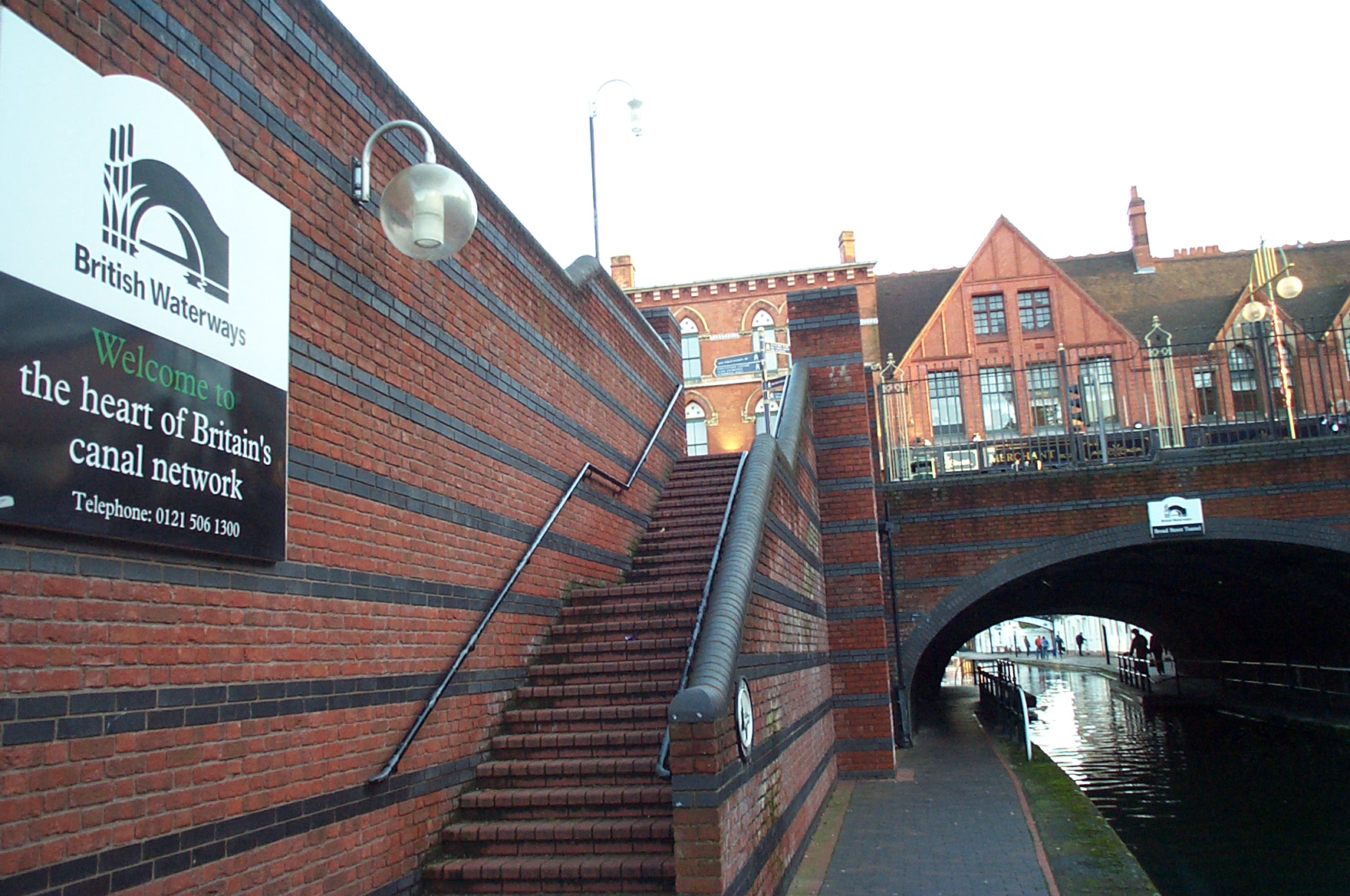
Een bord van British Waterways nabij Gas Street Basin aan de BCN Main Line in Birmingham

British Waterways was tot 12 juli 2012 een Britse publiekrechtelijke rechtspersoon (statutory corporation) die verantwoordelijk was voor het onderhoud van een groot deel van de bevaarbare kanalen in het Verenigd Koninkrijk.
De organisatie was verantwoordelijk voor ruim 3.500 km kanalen, rivieren, gebouwen, dokken, kunstwerken en landschappen. Hieronder vallen 2555 monumenten (listed structures).
Op 12 juli 2012 zijn alle bezittingen van British Waterways overgedragen aan de nieuw opgerichte Canal & River Trust, een private onderneming.